# Mezquita Seyidli
La Mezquita Seyidli (en azerí: Seyidli məscidi) fue una mezquita en la ciudad de Shusha de Azerbaiyán.

## Historia
La Mezquita Seyidli fue construida en el siglo XVIII en el barrio Seyidli de la ciudad de Shusha. La mezquita fue una de las diecisiete mezquitas que se encontraban en la ciudad de Shusha y fue situada en las intersecciones de las calles Telman y Garyaghdioghlu.
La mezquita Seyidli fue destruida durante los 30 años de ocupación. El 8 de noviembre de 2020 la ciudad de Shusha fue liberada por las fuerzas de Azerbaiyán.
La mezquita fue incluida en la lista de monumentos arquitectónicos de la historia y la cultura de importancia local en el año 2001 según la orden del Gabinete de Ministros de la República de Azerbaiyán.